# Iñaki Ugarte
Gil Iñaki Ugarte (* 7. Mai 1988 in Pamplona, Spanien) ist ein spanischer Handballspieler. Er ist 1,90 m groß und wiegt 95 kg.
Ugarte, der für den spanischen Club SDC San Antonio spielt, ist Handballtorwart.
Iñaki Ugarte begann in seiner Heimatstadt mit dem Handballspiel. Für den örtlichen Erstligisten SDC San Antonio debütierte er auch in der spanischen Liga ASOBAL. Mit seinem Verein zog Ugarte 2007 ins Halbfinale der EHF Champions League ein, scheiterte aber am deutschen Verein THW Kiel.